# Margaret de Clare, baronesa Badlesmere
Margaret de Clare, baronesa Badlesmere (c. 1 de abril de 1287-22 de octubre de 1333/enero de 1334, discutido) fue una noble normandoirlandesa, coheredera suo jure y esposa de Bartholomew de Badlesmere, I barón Badlesmere.
Fue arrestada y hecha prisionera en la Torre de Londres entre noviembre de 1321 y noviembre de 1322, siendo registrada como la primera mujer prisionera en la Torre. Fue apresada por ordenar un asalto contra Isabel de Francia, consorte del rey Eduardo II de Inglaterra. Antes de mandar a sus arqueros apuntar contra la reina, la baronesa rehusó recibirla en el castillo de Leeds donde su esposo, el barón de Badlesmere era gobernador, a pesar de ser Isabel la señora de la fortaleza por ser parte de su dote. Margaret rindió el castillo el 31 de octubre de 1321, tras soportar un asedio y los ataques de balistas. La captura del Castillo de Leeds fue el catalizador que desató la Guerra de los Despenser en las Marcas de Gales y el norte de Inglaterra.
Tras salir de la Torre, Margaret se retiró en un convento de clarisas a las afueras de Aldgate. El rey Eduardo pagó los estipendios para el mantenimiento de Margaret.

## Familia y herencia
Margaret nació el 1 de abril de 1287 como la hija menor de Thomas de Clare, señor de Thomond y Juliana FitzGerald de Offaly, siendo su abuelo Richard de Clare, conde de Hertford y Gloucester. Tuvo dos hermanos: Gilbert de Clare, señor de Thomond y Richard de Clare, mayordomo del Bosque de Essex, señor de Clare y Thomond, quien moriría en la batalla de Dysert O'Dea (1318); y una hermana mayor, Maud, casada con Robert Clifford, I barón Clifford. También tenía un medio hermano ilegítimo, Richard. Sus padres alternaban su residencia entre Inglaterra e Irlanda, y como no se conoce donde residía Juliana al momento del parto, se ignora si Margaret nació en Irlanda o Inglaterra.
Su padre murió el 29 de agosto de 1287, cuando Margaret tenía casi cinco meses de edad. La causa de su muerte no está aclarada por los historiadores. En algún momento, su madre se casó con Nicholas Avenel, y entre el 11 de diciembre de 1291 y el 16 de febrero de 1212, Juliana se casó una tercera vez con Adam de Cretynges.
Tras las muertes de sus hermanos y su sobrino, seguidas por las pesquisas pertinentes, Moud y Margaret fueron reconocidas herederas de sus hermanos el 10 de abril de 1321. Para entonces, ambas eran mujeres casadas que superaban la treintena de edad. Thomas' estate included the stewardship of the Forest of Essex, the town and castle at Thomond and numerous other properties in Ireland.

### Primer matrimonio
Antes de 303, Margaret se casó en primeras nupcias con Gilbert de Umfraville, hijo de Gilbert de Umfraville, conde de Angus, y Elizabeth Comyn. Con razón del matrimonio, el conde dotó a la pareja con las mansiones de Hambleton y Market Overton. Antes de 1307, Margaret enviudó sin que su marido le diera hijas, por lo que heredó dichas propiedades.

### Segundo matrimonio y descendencia
En alguna fecha desconocida, Margaret se casó con Bartholomew de Badlesmere, un soldado y funcionario de la corte. Debió ser antes del 30 de junio de 1308, cuando se le otorgó a la pareja la mansión de Bourne, Sussex. Desde 1307, Bartholomew era el gobernador del castillo de Bristol, y en su vida acumuló muchas gracias y oficios a través de los reyes. Es posible que este matrimonio se concertase a través del cuñado de Margaret, el Barón de Clifford. Clifford y Badlesmere participaron juntos en la Guerra de Independencia Escocesa; Clifford murió más tarde en la batalla de Bannockburn, donde Badlesmere también luchó.
El 26 de octubre de 1309, Bartholomew y Margaret fueron nombrados barones Badlesmere, título por el que serían conocidos.
Cuando visitaba la mansión de Cheshunt, Hertfordshire de 1319, Margaret fue tomada prisionera por un grupo de sesenta personas, tanto hombres como mujeres. Demandaban £100 por su liberación. No obstante, al día siguiente fue rescatada por Hugh Despenser el Joven. Hugh estaba casado con la primera de Margaret, Eleanor de Clare, hija mayor de Gilbert de Clare, VI conde de Hertford y Juana de Acre. El rey ordenó el arresto y encierro de veinte de los secuestradores, aunque fueron perdonados eventualmente.
Los barones Badlesmere tuvieron cinco hijos:
- Margery de Badlesmere (1308/1309-18 de octubre de 1363), casada antes del 25 de noviembre de 1316 con William de Ros, II barón de Ros de Helmsley, con quien tuvo seis hijos.
- Maud de Badlesmere (1310-24 de mayo de 1366), casada en primer lugar con Robert FitzPayn; y más tarde con John de Vere, VII conde de Oxford,  con quien tuvo siete hijos.
- Elizabeth de Badlesmere (1313-8 de junio de 1356), casada en 1316 con Sir Edmund Mortimer ,hijo mayor de  Roger Mortimer, I conde de March y Joan de Geneville, II baronesa Geneville; y de nuevo en 1335 con William de Bohun, i conde de Northampton. Tuvo hijos de ambos matrimonios.
- Giles de Badlesmere, II barón Badlesmere (18 de octubre de 1314-7 de junio de 1338), casado con Elizabeth Montagu, con quien no tuvo hijos.
- Margaret de Badlesmere (n. 1315), casada con Sir John Tiptoft, II señor de Tiptoft, con quien tuvo a su único hijo, Robert Tiptoft.

## Asedio del castillo de Leeds

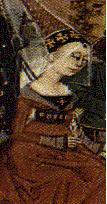
Reina Isabel, a quien Margaret ofendió al no admitirla en el castillo de Leeds

El barón Badlesmere fue nombrado Gobernador del Real Castillo de Leeds, en Kent, en el quinto año del reinado de Eduardo II (1312).
Nueve años después, en 1321, la reina Isabel marchó de peregrinaje al santuario de Santo Tomás en Canterbury. Ella decide interrumpir su viaje en el Castillo de Leeds, una propiedad de la Corona que se encontraba en su poder acorde a la dote marital. Badlesmere, quien estaba desencantado con el rey y había entrado en contacto con sus oponentes, estaba lejos en un encuentro de los Contrariants en Oxford. Debido a su ausencia, Margaret estaba a cargo del castillo.
Poco antes, el barón había depositado su tesoro en el castillo por seguridad.
Debido a su fuerte desagrado hacia Isabel y su personalidad fuerte y beligerante, Margaret se rehusó a admitir a la reina. Francis Lancellott sugirió que la antipatía de Margaret a la reina tendría origen en torno a 1317, cuando Isabel se negó a usar su influencia para que un amigo de Margaret recibiera un cargo en el Échiquier.
Margaret alegó supuestamente al mariscal de la reina, a quien recibió en el puente levadizo, que «la reina debe buscar otro alojamiento, pues no admitía a nadie en el castillo sin orden de mi señor [el barón Badlmere]». Tras transmitir su mensaje, ordenó a sus arqueros de las almenas disparar contra la reina, pues esta habría ignorado a la baronesa y se hubiera acercado a la barbacana, en un intento de entrar al castillo por la fuerza. Al no esperarse el ataque, los arqueros mataron a seis escoltas de la reina, obligando a la reina retirarse rápidamente, así como a buscar otro lugar donde guarecerse esa noche. El historiador Paul C. Doherty sugierte que el peregrinaje fue una excusa de los reyes para crear un casus belli. Eduardo habría sabido de que el barón y sus demás opositores estaban en Oxford y que la beligerante baronesa estaba a cargo del castillo, por lo que hubiera indicado a Isabel que parase en Leeds de modo que le negasen la entrada. Usando el insulto a la reina como estandarte, podría reunir a nobles y personas indignadas contra los Contrariants.
Cuando el rey tuvo noticia de lo ocurrido, se indignó de forma predecible y reunió hombres fuertes de entre "dieciséis y sesenta años", incluidos al menos seis condes, formar un ejército. El mismo dirigió una expedición contra Margaret Badlesmere y sus huestes al Castillo de Leeds, y vengar así el agravio que una de sus súbditos había perpetrado para con su esposo. Tras un implacable asalto a la fortaleza que duró más de cinco días y el uso de balistas por las tropas del rey, la baronesa rindió la fortaleza el 31 de octubre. El rey le había hecho una "promesa de misericordia" si así lo hacía. Durante el asedio, Margaret esperó que el conde de Lancaster llegara para ayudarla, pero el rehusó a hacerlo; tampoco acudió en su ayuda ningún otro miembro de los Contrariants o los señores de las Marcas. La dejaron sola para defender el castillo con ayuda del sobrino de su marido, Bartholomew de Burghersh, I barón Burghersh come to her assistance, which left her to defend the castle with merely her husband's nephew, Bartholomew de Burghersh, y las tropas. El barón Badlesmere, aunque apoyó las acciones de su tía, marchó en el momento crucial para buscar refugio en Stoke Park, sede el obispo de Lincoln; desde ahí consiguió enviar algunos caballeros de Witney a proteger el castillo de Leeds..
Una vez el rey tomó posesión del castillo y el tesoro de los Badlesmere que ahí se encontraba, el senescal, junto a doce miembros de la guarnición fueron colgados de las almenas. Margaret fue arrestada y enviada a la Torre como prisionera junto a sus cinco hijos y Bartholomew de Burghersh; ella está registrada como la primera mujer encerrada en la Torre. En su viaje a la fortaleza, fue insultada y abucheada por los ciudadanos de Londres quienes, por lealtad a la reina, siguieron su progresión por la calle y mostraron su enfado con quien maltrató a su reina.

## Confinamiento

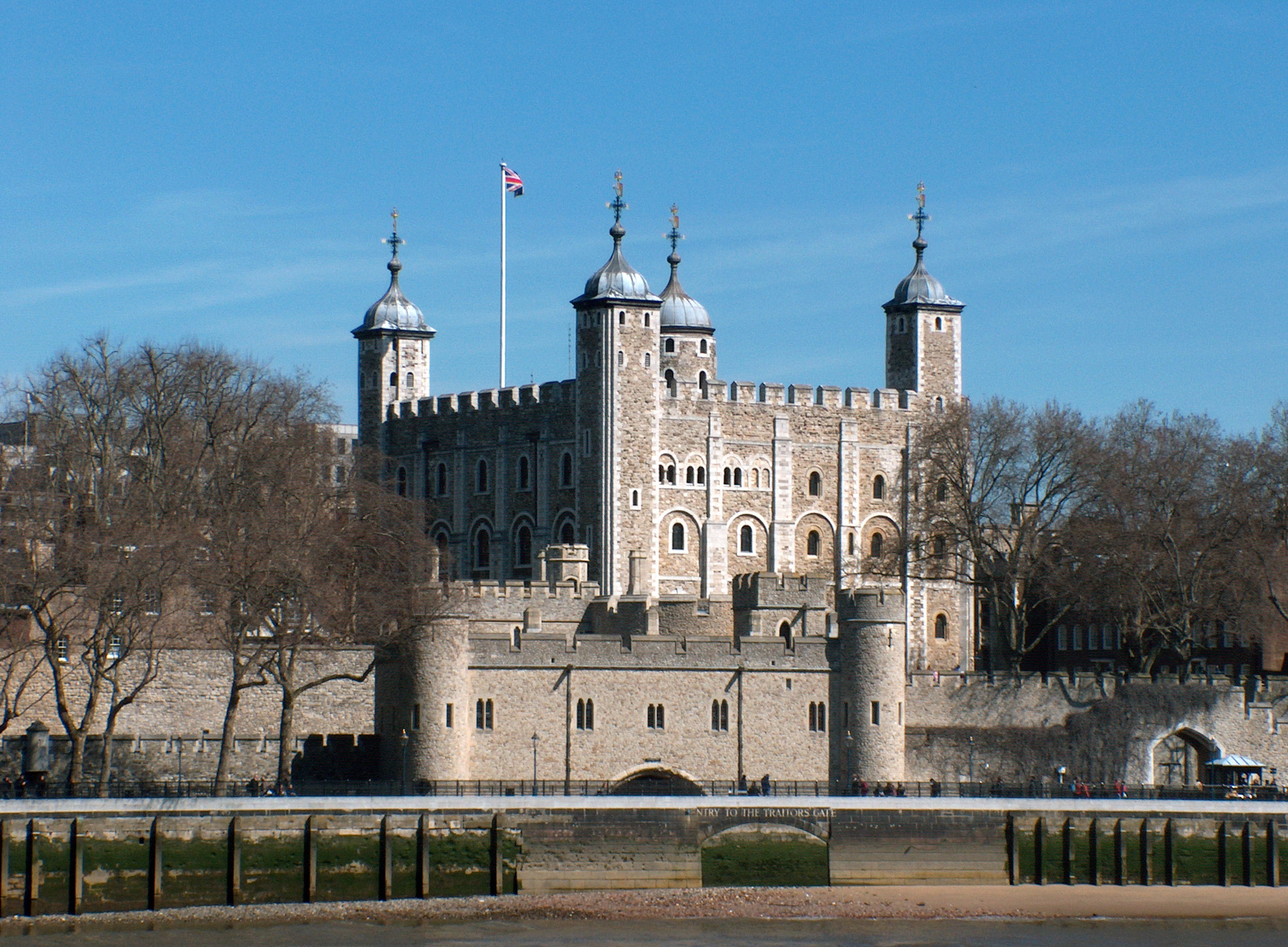
Margaret fue la primera mujer encerrada en la Torre de Londres

Baron Badlesmere excusó las acciones de su mujer diciendo que él había dejado estrictas instrucciones de no recibir a nadie si no eran sus órdenes. Esto, insistió, incluía a la reina ya que «la prerrogativa real del rey en caso de rehusar su entrada no debería proveer de derecho legal a la reina, quien es solo su esposa». Como resultado del encierro de Margaret, Badlesmere permaneció firmemente junto a los ponentes del rey. De hecho, poco después participó en la rebelión de conde de Lancaster. En la batalla de Boroughbridge, el 16 de marzo de 1322, ganó el bando realista y capturaron al barón Badlesmere. Tras un juicio en Casterbury, fue ejecutado en Blean, el 14 de abril de 1322.
Margaret permaneció en prisión hasta el 3 de noviembre de ese año, cuando fue liberada por la fuerte presión de su yerno, William de Ros, y otros cinco hombres. Presumiblemente sus hijos fueron liberados junto con ella, aunque no se guardan registros de eso.

## Vida posterior
Margaret se retiró a un convento de las clarisas junto  Aldgate, donde la abadesa, Alice de Sherstede, mantenía contacto con la reina Isabel, ante el interés de esta en la construcción del monasterio. El 13 de febrero de 1322/3, el rey granjeó a Margaret un estipendio de dos chelines diarios para su manutención, que le eran pagados por el sheriff de Essex. También recibió la mayor parte de las propiedades de su esposo como dote marital.
Edward volvió a demostrar su buena voluntad el 1 de julio de 1324, dándole «permiso para ir con sus amigos, donde quiera dentro del reino, siempre que esté lista para ir ante el rey cuando se la convoque». Más tarde estuvo viviendo en Hambleton, Rutland, ya que desde allí extendió una petición sobre una propiedad en Chilham el 27 de mayor 1325.
Su hijo Giles obtuvo una reversión de la sentencia post mortem de su padre en 1328, y la devolución de los bienes y el título. Para ese momento, Eduardo III de Inglaterra había sucedido a su padre, aunque eran la reina Isabel y Roger Mortimer, suegro de Elizabeth Badlesmere y amante de la reina, quienes gobernaban realmente como regentes del nuevo rey. Eduardo II había sido desposeído en enero de 1327, y posiblemente asesinado en septiembre. Cuando terminó la regencia en octubre de 1330, Eduardo III ejecutó a Mortimer y confinó a su madre en el Norfolk, donde la enemiga de Margaret permaneció los veintiocho años que le restaban de vida,
Margaret murió entre el 22 de octubre de 1333 y el 3 de enero de 1333/4.

## Sello
En 1328, su sello consistía en tres escudos: Los de sus padres y un escudo partido con las armas fe sus dos difuntos esposos.